# Gastó VII de Montcada i de Bearn
Gastó de Montcada i de Forcalquier (1220?-1290) fou vescomte de Bearn, Auloron o Oloron, Brulhès i Gabardà, de Montcada, Vic, Muntanyola i Vacarisses, i senyor de la baronia de Castellví de Rosanes (1228-1290).
Fill de Guillem II de Montcada i de Garsenda de Provença, filla del comte Alfons II de Provença i de Garsenda de Folcarquier.

## Biografia
Gastó va promulgar una sèrie de furs, dins del grup de Furs de Bearn, per a cadascuna de les valls bearneses, entre els quals dos per a Aspe (el 1247 i el 1250). En aquest any 1250 va declarar hereva del Bearn la seva segona filla Margarida, però la tercera filla, Mata, i el seu poderós marit, Guerau VI d'Armanyac, no ho van acceptar. Cap al final de la seva vida es va penedir i va declarar hereva a la seva filla més jove, Guillema, però el Bearn fou controlat pel marit de Margarida, Roger Bernat III de Foix, i la mort de Mata el 1309 va consolidar la situació.
Gastó fou molt ben reputat com a guerrer, i gran defensor del Bearn, aliat a França i enemic dels anglesos. Fou una figura poderosa i independent a Gascunya i va defensar l'ordre, la fe i la pau. Fou derrotat i capturat per Simó V de Montfort, sisè earl de Leicester, el 1248. El 1250 fou portat a Anglaterra amb Simó, i allí fou perdonat, però el 1252 es va revoltar novament aliat a Alfons X de Castella, que reclamava el ducat de Gascunya; aquesta vegada Enric III d'Anglaterra va seguir una estratègia diplomàtica i va concertar un matrimoni entre el seu fill Eduard i Elionor, filla d'Alfons; al jove Eduard (de 14 anys) li va concedir el ducat de Gascunya. El 1276 Gastó es va rendir a Eduard i fou empresonat a Winchester; tres anys després va fer un acord amb Eduard que li va retornar les seves terres.

## Núpcies i descendents
Es va casar el 1240 amb Mata (o Matilde) de Matha, vescomtessa de Marsan. Van tenir cinc filles, que es van repartir l'herència:
- Constança de Montcada, († 1310), vescomtessa de Marsan i comtessa titular de Bigorra, casada el 23 de març de 1260 amb Alfons d'Aragó († 26 mars 1260);[1] en segones noces el 15 de maig de 1269 amb Enric de Cornualla (1235 † 1271);[2] i en terceres, el 1279 amb Aimó II, Comte de Ginebra († 1280).
- Margarida de Montcada, I de Bearn (+1319), vescomtessa de Bearn, casada el 1252 amb Roger Bernat III, comte de Foix, hereva dels vescomtats de Bearn i d'Auloron.
- Mata de Montcada (+ després de 1317), casada el 1260 amb Guerau VI, comte d'Armanyac,va heretar el vescomtat de Gabardà (Gabarret) i el vescomtat de Brulhès.
- Guillema II de Montcada (+1309), promesa el 1270 (anul·lació el 1281) a Sanç IV de Castella (1258 † 1295), rei de Castella, després casada el 1291 amb Pere d'Aragó[3] (1275 † 1296), declarada hereva de Bigorra, i hereva també de la baronia de Castellví de Rosanes.

Es va casar en segones núpcies el 2 d'abril de 1273 amb Beatriu de Savoia-Faucigny (vers 1237–1310), filla de Pere II de Savoia i d'Agnès de Faucigny i vídua de Guigó VII de Viena, però no van tenir descendents.
Fora dels matrimonis, va tenir almenys tres fills i dues filles amb dones desconegudes.